# Francisco Xavier Pais de Barros
Francisco Xavier Pais de Barros, barão de Tatuí, (Sorocaba, 26 de maio de 1831 — São Paulo, 6 de dezembro de 1914), foi um político, banqueiro e proprietário de imóveis brasileiro.

## Biografia
Era filho de Francisco Xavier Pais de Barros e de Rosa Cândida de Aguiar; tinha como irmãos Carlos Pais de Barros e Maria de Barros Monteiro. Era descendente da tradicional família paulista Pais de Barros, cujas origens remontam aos bandeirantes. Foi casado em primeiras núpcias com sua prima Gertrudes Aguiar Pais de Barros, filha do barão de Itu, e em segundas núpcias com Cerina de Sousa Castro, viúva do barão de Itapetininga. Do primeiro casamento, tiveram os seguintes filhos:
- Bento Xavier de Barros, médico;
- Francisco Xavier Pais de Barros Filho, político eleito deputado federal e estadual por São Paulo, bem como vereador por São Paulo; e
- Otávio Pais de Barros, advogado.

Formado em direito pela Academia de Direito de São Paulo, em 1853, Tatuí foi influente membro do Partido Liberal, tendo sido eleito deputado provincial do primeiro distrito em três legislaturas – 15ª, 16ª e 17ª –, além de ter sido suplente em outras duas – 1ª e 23ª. Prestou serviços diplomáticos ao império e recebeu o título de barão por decreto de 1879.

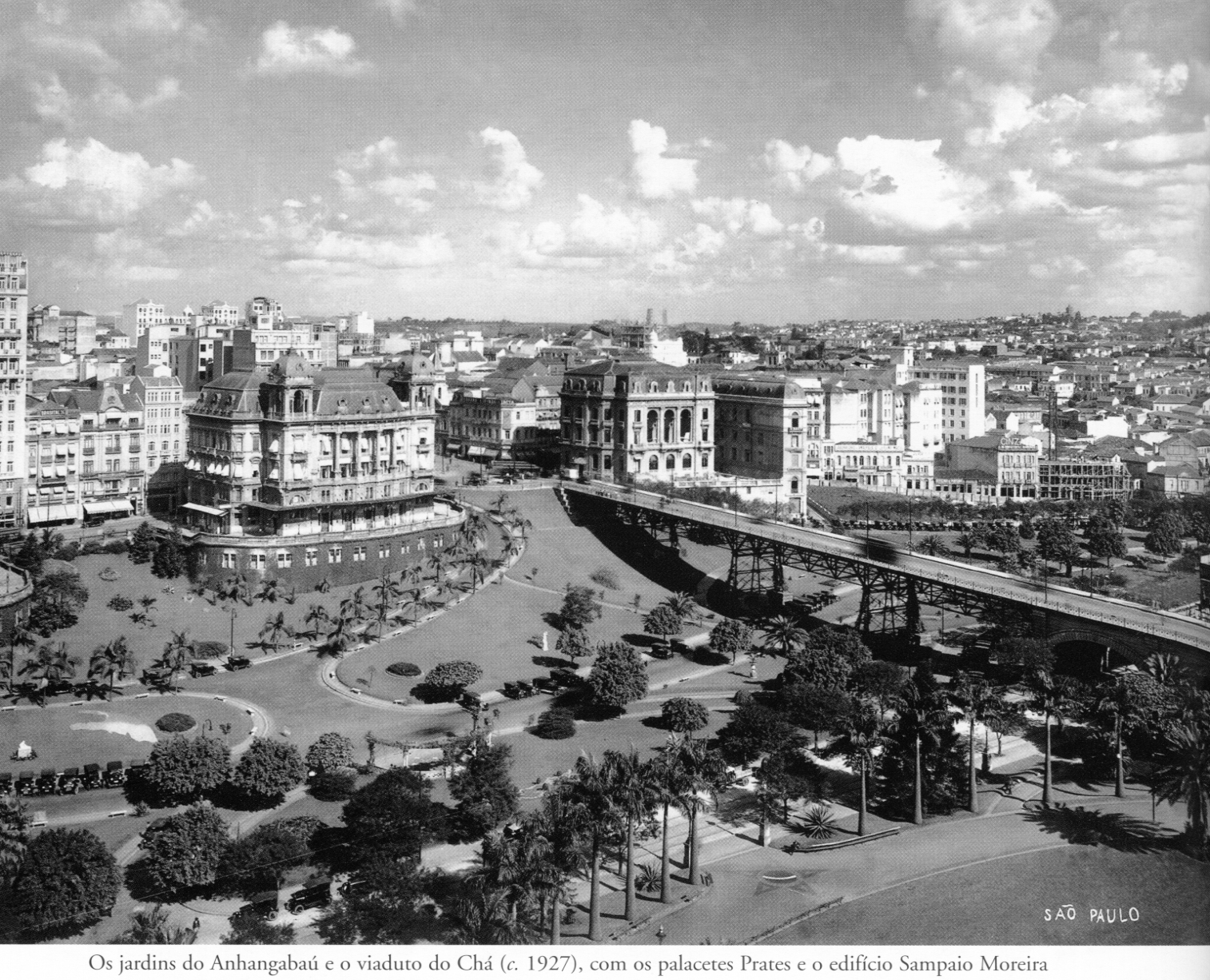
Palacetes Prates e Vale do Anhangabaú, década de 1920, onde originalmente ficavam os solares do conde de Prates e do barão de Itapetininga, que posteriormente foi ocupado pelo barão de Tatuí.

Ao longo da década de 1880, Tatuí travou longa batalha jurídica para impedir a desapropriação do solar pertencente à sua segunda esposa, originalmente do barão de Itapetininga, para que fosse demolido e desse espaço para a construção do primeiro Viaduto do Chá. O projeto, idealizado por Jules Martin e executado, primeiramente, pela Companhia Paulista do Chá e, após a falência dessa, pela Companhia de Ferro Carril de São Paulo, mobilizou a opinião pública da época. O solar do barão de Tatuí, demolido em 1889, localiza-se onde hoje se encontra a Praça do Patriarca e constituía-se em um grande sobrado de três andares em estilo colonial. Foi também demolido o solar vizinho ao dele, pertencente ao conde de Prates, genro de sua segunda esposa, e conjunto de casas pertencentes a Tatuí nas cercanias.
Com o advento da República, abandonou a política, recolhendo-se à vida privada. Fundou, juntamente a outros sócios, em 1889, o Banco de São Paulo, primeiro banco paulista, do qual foi presidente.
Faleceu em 6 de dezembro de 1914, aos 83 anos, em sua residência na Rua Florêncio de Abreu, São Paulo, sendo enterrado no cemitério da Consolação, na mesma cidade.
Em sua homenagem, há ruas batizadas com seu título -- Barão de Tatuí -- nas cidades de Sorocaba e São Paulo, onde também há um edifício com esse nome.